# 花江夏樹
花江夏樹（日语：／ Hanae Natsuki，1991年6月26日—）為日本男性聲優。隸屬於Across Entertainment。出生於日本神奈川縣。血型為B型，身高174cm。於2016年8月27日宣布結婚的消息。

## 人物經歷
由於在高中時討厭讀書，決定不唸大學，又受到當時播放動畫《櫻蘭高校男公關部》的影響立志要當聲優。
未參加聲優培訓所，憧憬山寺宏一，想成為聲優而發郵件至Across Entertainment官方網站。經過了3個月的研討會通過了試鏡。經過了2年期間終於正式成為Across娛樂所屬。2012年《TARI TARI》裡的維也納為首次擔任主角的角色。
Niconico動畫相關的工作有可能用「Hanagoe」的名義演出。
2015年獲得第9屆聲優獎的新人男優賞。2017年獲得第11回聲優獎的主持賞。
2016年8月27日在廣播節目中宣布結婚消息，同時也透露自己其實雙親逝世，祖母也於不久前離開人世，一直很想有個家。
有柔軟的少年聲，略帶憂鬱的氣質。多為單純、樸實的少年配音，也可配稚氣的童音，但自稱擅長強勢的角色。
2018年12月開始，成立YouTube頻道，主要以電玩遊戲實況為主，不定期會邀請聲優一起玩電玩遊戲，如聲優江口拓也、小野賢章都曾上過節目。
2020年獲得第14屆聲優獎的主演男優賞。
2020年9月20日在Twitter公布雙胞胎女兒出生。
2022年1月27日，確診感染2019冠状病毒。
2023年獲得第17屆聲優獎的影響力賞。

## 演出作品
※粗體為主角。

### 電視動畫
2011年
- 少年同盟（學生會委員）
- 便·當（生存遊戲成員A）

2012年
- 激戰！彈珠人eS（男性客人、手下、對方的合夥、黑服）
- 戀愛與選舉與巧克力（營運D、男子學生E）
- 櫻花莊的寵物女孩（男子B、斑馬、學長A）
- 女子落語（暴民、皇子、宅配屋1）
- 只要妳說妳愛我（男學生）
- TARI TARI（維也納／前田敦博[11]）
- 出包王女DARKNESS（男子學生、男子學生們）
- Little Busters!（男子學生D）

2013年
- AKB0048 next stage（粉絲B）
- 我女友與青梅竹馬的慘烈修羅場（男學生A、坂上弟、男學生B、男學生C、觀眾B、觀眾D）
- 翠星上的加爾岡緹亞（護衛船通訊人員、彼利安的同伴、船員）
- 初音島III
- 斷裁分離的罪惡之剪（灰村切[12]）
- 科學超電磁砲S（所員）
- 新哆啦A夢（町人）
- 打工吧！魔王大人（店員B）
- 變態王子與不笑貓（田徑社員B）
- Little Busters!（學生B）
- 蘿球社！SS（青年、男學生1）
- Fantasista Doll（三浦、藤玖純）
- 來自風平浪靜的明天（先島光[13]）
- 萌萌侵略者 OUTBREAK COMPANY（加納慎一）
- 鑽石王牌（小湊春市）
- 機巧少女不會受傷（人偶使A）
- 武士弗拉明戈（中學生B）

2014年
- 獻給某飛行員的戀歌（卡路兒·阿巴斯／卡爾·拉·伊爾）
- 流浪神差（學生C）
- HAMATORA ─超能偵探社─（豐崎慎司）
- 世界征服 謀略之星（地紋明日汰）
- 狐仙的戀愛入門（羅羅）
- 噬血狂襲（絃神冥駕）
- 健全機鬥士（天久將馬）
- 遊戲王ARC-V（志島北斗）
- 刀劍神域Ⅱ（鏡子／新川恭二）
- 東京喰種（金木研）
- ALDNOAH.ZERO（界塚伊奈帆）
- 我家浴室的現況（三國）
- 四月是你的謊言（有馬公生）
- 遊戲王ARC-V（志島北斗）

2015年
- 絕對雙刃（虎）
- 東京喰種√A（金木研）
- ALDNOAH.ZERO 第2季（界塚伊奈帆）
- 純潔的瑪利亞（吉爾·伯特）
- 食戟之靈（塔克米・阿爾迪尼）
- 亞爾斯蘭戰記（耶拉姆）
- Baby Steps ~網球優等生~2（克里修納）
- 御神樂學園組曲（赤間遊兔）
- 鑽石王牌 -SECOND SEASON-（小湊春市）
- GANGSTA.（尼克拉斯·布朗〈少年期〉）
- Charlotte（前泊）
- 其實我是（黑峰朝陽）
- OVERLORD（陸克路特·波爾布）
- 枕男子（梅里）
- 重裝武器（庫溫瑟·柏波特吉）
- 機動戰士GUNDAM 鐵血的孤兒（比司吉·格里芬）
- 高校星歌劇（星谷悠太）
- 七龙珠超（加克）

2016年
- 疾走王子Alternative（鴨田侑、五十公野了）
- 春太與千夏～春太與千夏共度青春～（草壁信二郎）
- Active Raid－機動強襲室第八課－（繆托斯）
- Divine Gate（亞里通）
- 莉露莉露妖精～妖精之門～（花村望、含羞草）
- 雙星之陰陽師（焰魔堂轆轤[14]）
- 少年女僕（龍兒）
- 食戟之靈 貳之皿（塔克米·阿爾迪尼）
- B-PROJECT ～鼓動＊Ambitious～（阿修悠太）
- DAYS（成神蹴冶）
- 亞爾斯蘭戰記 風塵亂舞（耶拉姆）
- D.Gray-man HALLOW（拉比）
- Fate/kaleid liner 魔法少女☆伊莉雅 3rei!!（朱利安·恩茲華斯）
- 美男高校地球防衛部LOVE！LOVE！（仁藤真）
- Active Raid－機動強襲室第八課－ 2nd（繆托斯）
- 齊木楠雄的災難（鳥束零太）
- 終末的伊澤塔（里克特）
- 學園帥哥（前田良樹）

2017年
- 政宗君的復仇（真壁政宗）
- 亞人醬有話要說（相馬[15]）
- 飆速宅男 NEW GENERATION（高田誠）
- ALL OUT!!（逢坂淳）
- ONE PIECE「海軍超新星篇」（歐爾杭特·格朗特）
- 高校星歌劇 第2期（星谷悠太）
- 快把我哥帶走（萬歲）
- Room Mate（仁科葵[16]）
- Fate/Apocrypha（齊格）
- 活擊 刀劍亂舞（髭切）
- Gamers 電玩咖！（三角瑛一）
- 戰刻夜血（豐臣秀吉）
- 食戟之靈 餐之皿（塔克米·阿爾迪尼）
- 黑色五叶草（利爾·玻瓦莫提耶）
- TSUKIPRO THE ANIMATION（世良里津花）
- 泥鯨之子們在沙地上歌唱（查克羅）

2018年
- 庫洛魔法使 透明牌篇（尤那·D·海渡）
- 續 刀劍亂舞-花丸-（髭切）
- 博多豚骨拉麵團（湿婆）
- 最終休止符（哈爾）
- 齊木楠雄的災難 第2期（鳥束零太）
- 東京喰種：re（佐佐木琲世／金木研）
- 閃電十一人 戰神的天秤（奧入祐）
- 琴之森（雨宮修平）
- 後街女孩（木村）
- 千銃士（馬佳莉塔[17]）
- Happy Sugar Life（三星太陽[18]）
- GRAND BLUE 碧藍之海（御手洗優[19]）
- 東京喰種：re 第2期 （佐佐木琲世／金木研）
- 梅露可物語 -無精打采的少年與瓶中少女-（奧魯托斯）
- 美男革命-愛麗斯與戀之魔法（紅Q尤納=克萊曼斯）

2019年
- B-PROJECT ～絕頂＊Emotion～（阿修悠太）
- 鑽石王牌 actII（小湊春市）
- 鬼滅之刃（竈門炭治郎[20]）
- 偶像夢幻祭（巴日和[21]）
- 高校星歌劇 第3期（星谷悠太）
- 一弦定音！（倉田武流）
- 關於我轉生變成史萊姆這檔事（神樂坂優樹）
- 星合之空（桂木真己）

2020年
- 排球少年！！第四季（星海光来）
- 請在伸展台上微笑（都村育人[22]）
- 昨日之歌（早川浪[23]）
- 天晴爛漫！（空乃天晴[24]）
- 遊戲王SEVENS（蒼月學人）
- 格萊普尼爾（加賀谷修一[25]）
- 成神之日（成神陽太）
- 池袋西口公園（磯貝智巳）
- 進擊的巨人 The Final Season Part.1（法爾科·葛萊斯）
- 小松先生（新阿松）

2021年
- ICHU偶像進行曲（諾亞）
- 怪物事變（蓼丸織）
- 花樣滑冰Stars（望月雪光）
- 奇巧計程車（小戶川）
- 灼熱卡巴迪（佐倉學）
- 瓦尼塔斯的手札（瓦尼塔斯）
- 死神少爺與黑女僕（少爺）
- 陰晴不定的體操哥哥（枝泥エディ）
- TSUKIPRO THE ANIMATION 2（世良里津花）
- 月光下的異世界之旅（深澄真）
- 關於我轉生變成史萊姆這檔事 第2期（神樂坂優樹）
- RE-MAIN（富山健）
- 王者天下3（傅抵）
- 東京復仇者（九井一）
- 跳跳小雞（帶骨雞、小跳步青蛙老師）[26]
- 白金終局（勒貝爾）
- 鬼滅之刃 無限列車篇（竈門炭治郎）
- 鬼滅之刃 遊郭篇（竈門炭治郎）

2022年
- 食鏽末世錄（貓柳美祿）
- 瓦尼塔斯的手札 第二季（瓦尼塔斯）
- 進擊的巨人 The Final Season Part.2（法爾科·葛萊斯）
- 平家物語（平清經）
- ORIENT 東方少年（直江兼龍[27]）
- Love All Play（水嶋亮[28]）
- INSECT LAND（アクセル）
- 作為女主角！～被討厭的女主角與秘密的工作～（榎本虎太朗[29]）
- 群青的開幕曲（天音·葛瑞斯[30]）
- 王者天下4（傅抵）
- 遊戲王GO RUSH（蒼月學[31]）
- 夏日時光（網代慎平[32]）
- RPG不動產（小桃）
- 派對咖孔明（密探）
- 異世界藥局（藥谷完治）
- 打工吧！！魔王大人（中山孝太郎）
- 新網球王子 U-17 世界盃（普林斯·魯多維克·夏魯達魯[33]）
- 奇米萌 CHIMIMO（山羊）
- 暖暖日記（花栗鼠的哥哥[34]）
- 跳跳小雞 第2期（帶骨雞、小跳步青蛙老師）
- 機動戰士GUNDAM 水星的魔女（伊蘭·凱萊斯[35]）
- BLUE LOCK 藍色監獄（二子一揮[36]）
- VAZZROCK THE ANIMATION（世良里津花）
- 鏈鋸人（比姆[37]）

2023年
- 尼爾：自動人形 Ver1.1a（9S[38]）
- 東京復仇者 聖夜決戰篇（九井一）
- 進擊的巨人 The Final Season 完結篇（法爾科·葛萊斯）
- Opus.COLORs 色彩高校星（都築純[39]）
- 鬼滅之刃 刀匠村篇（竈門炭治郎[40]）
- 和山田談場Lv999的戀愛（佐佐木瑛太[41]）
- 遊戲王GO RUSH（蒼月學人）
- 肌肉魔法使-MASHLE-（塞爾·沃[42]）
- 政宗君的復仇R（真壁政宗[43]）
- 死神少爺與黑女僕 第2期（少爺[44]）
- BLEACH 千年血戰篇（葛雷密·托繆）
- 跳跳小雞 第3期（帶骨雞、小跳步青蛙老師[45]）
- Paradox Live THE ANIMATION（棗Ryu[46]）
- 不死不運（沈[47]）
- B-PROJECT ～熱烈＊Love Call～（阿修悠太[48]）
- 位於戀愛光譜極端的我們（加島龍斗[49]）
- 家裡蹲吸血姬的鬱悶（卡歐斯戴勒·康特[50]）
- 東京復仇者 天竺篇（九井一）

2024年
- 月光下的異世界之旅 第二幕（深澄真[51]）
- 肌肉魔法使-MASHLE- 第2期（塞爾·沃[52]）
- 死神少爺與黑女僕 第3期（少爺[53]
- 關於我轉生變成史萊姆這檔事（神樂坂優樹）
- 鬼滅之刃 柱訓練篇（竈門炭治郎[54]）
- Nyaaaanvy（旁白[55]）
- 再見，地球（凱蒂＝札奧爾[56]）
- 雙生戀情密不可分（坂口瑞真）
- 膽大黨（厄卡倫〈高倉健〉[57]）
- BLUE LOCK 藍色監獄 VS. U-20 JAPAN（二子一揮[58]）
- 香格里拉·開拓異境～糞作獵手挑戰神作～（シークルゥ[59]）

2025年
- SAKAMOTO DAYS 坂本日常（南雲[60]）
- 再見，地球 第2期（凱蒂＝札奧爾[61]）
- 我是星際國家的惡德領主！（黎恩·賽拉·班菲爾德[62]）
- 末日後酒店（ポンスティン[63]）
- 膽大黨 第2期（厄卡倫〈高倉健〉[64]）
- GRAND BLUE 碧藍之海 Season 2（御手洗優[65]）
- 桃源暗鬼（遊摺部從兒[66]）

2026年
- DEAD ACCOUNT 死亡帳號（羽住蓮理[67]）
- 鑽石王牌 actII Second Season（小湊春市[68]）
- 東京復仇者 三天戰爭篇（九井一[69]）

### OVA
2015年
- 學園帥哥 The Animation（前田良樹）[70]

2016年
- 食戟之靈「巧的下町合戰」（塔克米·阿爾迪尼）
- 亞爾斯蘭戰記「汗血戀路」（耶拉姆）
- 食戟之靈「暑假的繪里奈」（塔克米·阿爾迪尼）
- 高校星歌劇 第1期 OVA1（星谷悠太）[71]
- 高校星歌劇 第1期 OVA2（星谷悠太）[71]
- 亞爾斯蘭戰記「友情之宴」（耶拉姆）

2017年
- 噬血狂襲Ⅱ「逃亡的第四真祖篇Ⅱ」（絃神冥駕）
- 食戟之靈 貳之皿「秋月的邂逅」（塔克米·阿爾迪尼）
- 食戟之靈 貳之皿「遠月十傑」（塔克米·阿爾迪尼）

2018年
- 政宗君的復仇（真壁政宗）
- 高校星歌劇 in 萬聖節 OVA 3（星谷悠太）[72]

2019年
- 噬血狂襲Ⅲ「黃金時光篇」（絃神冥駕）
- 鬼滅之刃 兄妹之絆（竈門炭治郎）

2020年
- 鬼滅之刃 那田蜘蛛山篇（竈門炭治郎）
- 鬼滅之刃 柱合會議蝶屋敷篇（竈門炭治郎）

### 動畫電影
2014年
- 黑之栖（日语：黒の栖-クロノス-）（中園真）

2015年
- 數碼暴龍大冒險tri. 第一章「再會」（八神太一）
- 七龍珠Z 復活的F（加克）

2016年
- 數碼暴龍大冒險tri. 第二章「決意」、第三章「告白」（八神太一）
- 從好久以前就喜歡你。～告白實行委員會～（榎本虎太朗）
- 喜歡上你的那瞬間。～告白實行委員會～（榎本虎太朗）

2017年
- 數碼暴龍大冒險tri. 第四章「喪失」、第五章「共生」（八神太一）
- 大白熊熱戀中（海豹）
- 劇場版 Fate/kaleid liner 魔法少女☆伊莉雅 雪下的誓言（朱利安·恩茲華斯）

2018年
- 數碼暴龍大冒險tri. 第六章「我們的未來」（八神太一）
- 劇場版 無敵鐵金剛 / INFINITY（兜志郎）

2020年
- 數碼暴龍 LAST EVOLUTION 絆（八神太一）
- 想哭的我戴上了貓的面具（日之出賢人）
- 鬼滅之刃劇場版 無限列車篇（竈門炭治郎[20]）

2021年
- 漁港的肉子（二宮[73]）
- 劇場編輯版 隱瞞之事 -秘密之事是什麼-（十丸院五月）
- 言語如蘇打般湧現（日本[74]）
- 劇場版 Fate/kaleid liner 魔法少女☆伊莉雅 Licht 無名的少女（朱利安·恩茲華斯）

2022年
- 再見了，橡果兄弟！－奇蹟的暑假－（朗真〈鴨川朗真〉）
- 電影版 奇巧計程車：撲朔謎林（小戶川）
- 蠟筆小新：幽靈忍者珍風傳（屁祖隱胡麻衛門）
- 電影 殘念生物事典（リロイ）
- 小松先生～希皮波族與閃耀果實～（新小松）
- 電影 Delicious Party ♡ 光之美少女 夢想的♡兒童餐！（蓋特西）

2024年
- （朝屋彼方[75]）

2025年
- 鬼滅之刃劇場版 無限城篇 第一章 猗窩座再襲（竈門炭治郎[76]）
- 電影 小鯊鯊出門去 都會的朋友（はると[77]）
- 與愛麗絲夢遊仙境 -Dive in Wonderland-[78]
- 劇場版 鏈鋸人 蕾潔篇（比姆[79]）

### 網路動畫
2016年
- 哨聲響起 重配版（杉原多紀）[80]

2017年
- 夢王國與沉睡中的100位王子殿下 短篇動畫（真琴、樱花）

2019年
- 齊木楠雄的災難 再啟動篇（鳥束零太[81]）[注 1]

2021年
- 鬼滅學園 情人節篇（竈門炭治郎）
- 暗黑家族 蕨小姐（丘田タケオ）
- 奧術 日配版 (漢默丁格)

2022年
- 茶杯頭大冒險 日配版 (茶杯頭)
- 浪漫殺手（小金井聖[82]）

2023年
- Fate/Grand Order 藤丸立香不明白（风魔小太郎[83]）
- 關於我轉生變成史萊姆這檔事 柯里烏斯之夢（優樹[84]）

2024年
- 與聲優夜遊 ANIMATION[85]

2025年
- 迪士尼 扭曲仙境 動畫版（Riddle Rosehearts[86]）

### 動態漫畫
2013年
- 羞羞女的戀愛考驗（本田涼[87]）

### 布袋戲
2021年
- Thunderbolt Fantasy 東離劍遊紀3（異飄渺）[88]

### 遊戲
2010年
- クロスブレイブ
- Starry☆Sky ～After Spring～

2013年
- SNOW BOUND LAND（威爾）
- 臨時男友（日语：ボーイフレンド（仮））（芳屋直景）

2014年
- AMNESIA World（諾瓦）
- 妖怪的愛情劇（結生）
- 四葉草圖書館的住人們（莉玖）

2015年
- 四葉草圖書館的住人們II（莉玖）
- 疾走王子（鴨田侑）
- POSSESSION MAGENTA（城田修）
- Last Period（春）
- 七龙珠群雄（加克）
- 白猫Project（バイパー）
- 夢王國與沉睡中的100位王子殿下（真琴、櫻花）
- 英雄聯盟（希格斯、維迦、漢默丁格）
- ICHU偶像进行曲（諾亞）
- 東京喰種 JAIL（金木研）
- 夢色Cast（藤村伊織[89]）

2016年
- 刀劍亂舞（髭切）
- 刀劍神域 虛空幻界（里希特／新川恭二）
- 文豪與鍊金術師（北原白秋）
- 美男革命 愛麗絲與戀之魔法（尤納·克萊曼斯）
- 募戀英雄（由井孝太郎））
- 超级七龙珠群雄（加克）
- Fate/Grand Order（風魔小太郎）

2017年
- 尼爾：自動人形（9S〈寄葉九號S型〉）
- 在茜色的世界中與君詠唱（德川吉宗）
- 偶像夢幻祭（巴日和）
- ツキパラ（世良里津花）
- 聖火降魔錄 回音 另一個英雄王（阿雷武）
- 戰刻夜想曲（豐臣秀吉）
- 穿越時空的貓（麥提）

2018年
- DREAM!ing（新兔千里）
- 食之契約（熱狗、蟹黃小籠包、蔬菜沙拉）
- 魔法使與黑貓維茲（孚盧克）
- 甜點王子2（櫻庭蒼平）
- 陰陽師 (遊戲)（人面樹）

2019年
- 聖火降魔錄 英雄雲集（阿雷武、查德）
- 超級機器人大戰T（兜志郎）

2020年
- 夢境連結（梵天丸、卡米爾）
- Twisted Wonderland（Riddle Rosehearts）
- 怪物彈珠（哈磊露亞）
- BLEACH: Brave Souls（葛雷密·托繆）
- 忍者必須死 （小黑）
- 战双帕弥什（常羽）

2021年
- 鬼滅之刃 火之神血风谭（竈門炭治郎）
- 鬼滅之刃 血风剑戟大逃杀（竈門炭治郎）
- 食物語（新风鳗鲞）
- 超級機器人大戰30（兜志郎、車弁慶(宇宙最後3分鐘)）
- FFBE幻影戰爭（歐貝隆）

2024年
- 鳴潮（凌陽）
- 暗喻幻想：ReFantazio （主角）

時期未定
- 惡魔王子與提線木偶（Fiori）

### 網路
- ドS探偵 綾小路玲（赤坂R悠樹)

### CD

#### 廣播劇CD
- 「 結局オレらの誰が好きなの 所以說你喜歡我們之中的誰？」（翔太）
- 「Starry☆Sky in winter ～星的大掃除浪漫譚～ 番外篇」
- 「試演了新庫堂学園演劇部。舞台三〜歌手戰隊ニコドーマン〜」（須波トオル=ニコドースケルトン）
- 「 『四月』じゃないよ、『君嘘』だよ。」Vol.2・3
- 「 文豪與鍊金術師」 朗讀CD 第4彈 - 第6彈（北原白秋）
- 羞羞女的戀愛考驗（本田涼[90]）

#### BLCD
- 秋葉原戀愛中（秋庭步）
- 腐男孩的甜蜜特訓（有馬彼方）
- 麻羽里與龍（小鳥）
- リンクス－Links－（荻川佑成）
- 何かいいの見つけた！（室襠小春）

#### 廣播電台CD
- TARI TARI電台放課後日誌 系列
  - TARI TARI電台放課後日誌 Vol.1（客人）
  - TARI TARI電台放課後日誌 Vol.2（客人）

#### 音樂CD
2016年
- ディア♥ヴォーカリスト （ツーユゥ）

### 電視劇
- Oh! My Boss!戀愛在別冊 第2集（荒染右京）
- VIVANT 第6、9集（新聞主播）

## 其他
paradox live ——The Cat’s Whiskers （棗リュウ
MIILGRAM-----09 Mikoto Kayano/John